# Esparsentán
El esparsentán', vendido bajo la marca Filspari, es un medicamento utilizado para tratar la nefropatía primaria por inmunoglobulina A. Específicamente se utiliza para reducir las proteínas en la orina . A partir de 2023, no está claro si afecta la función renal a largo plazo. Se toma por vía oral.
Los efectos secundarios comunes incluyen presión arterial baja, hinchazón de las piernas, potasio alto y glóbulos rojos bajos. Los efectos secundarios graves pueden incluir problemas hepáticos. El uso durante el embarazo puede dañar al bebé. Es un bloqueador de los receptores de endotelina y angiotensina II.
Sparsentan fue aprobado para uso médico en los Estados Unidos en 2023. Se estima que costará alrededor de 170.000 dólares al año en los Estados Unidos a partir de 2023.